# Pierniki szczecińskie

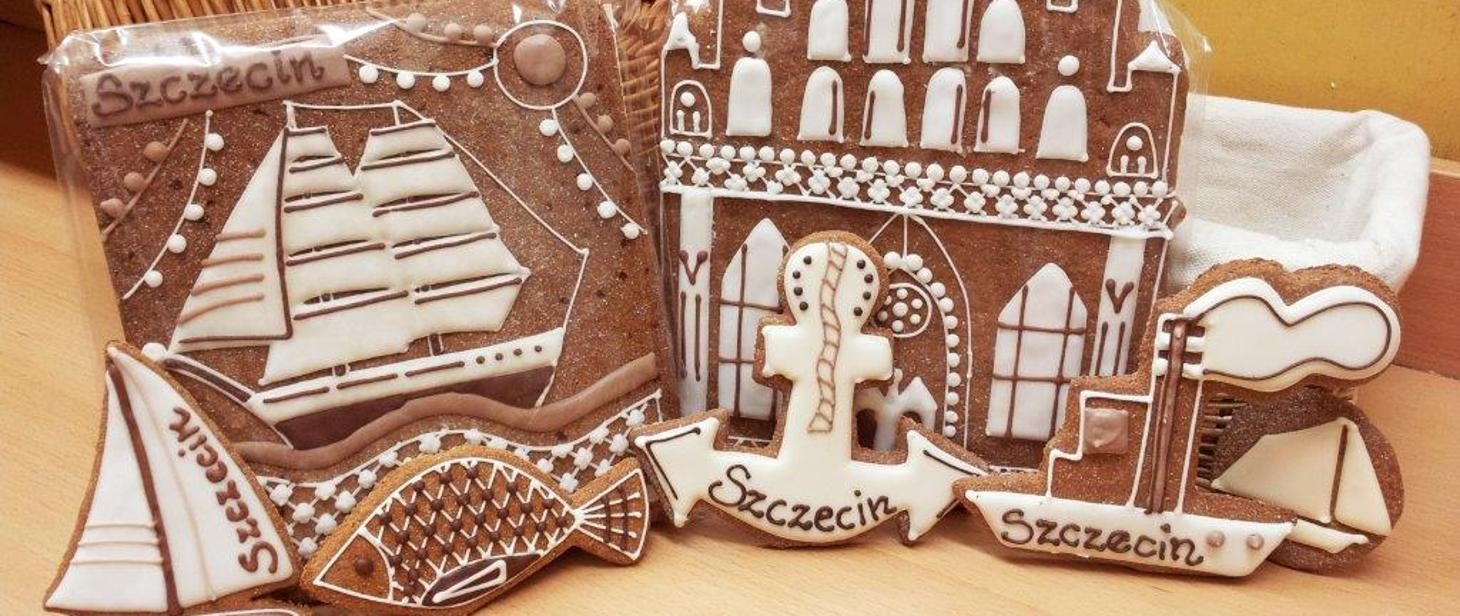
Pierniki szczecińskie

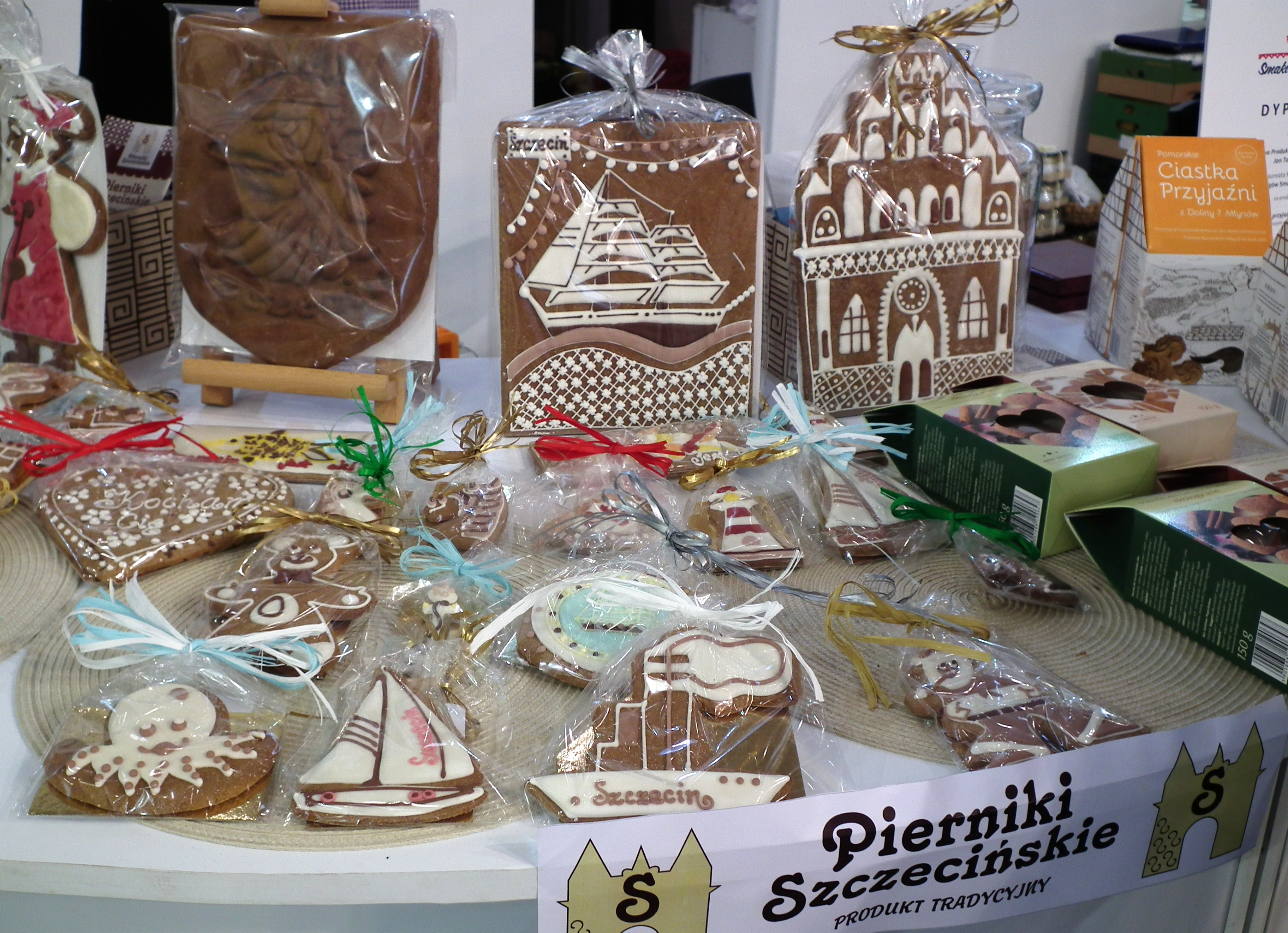
Asortyment pierników szczecińskich w 2017 roku

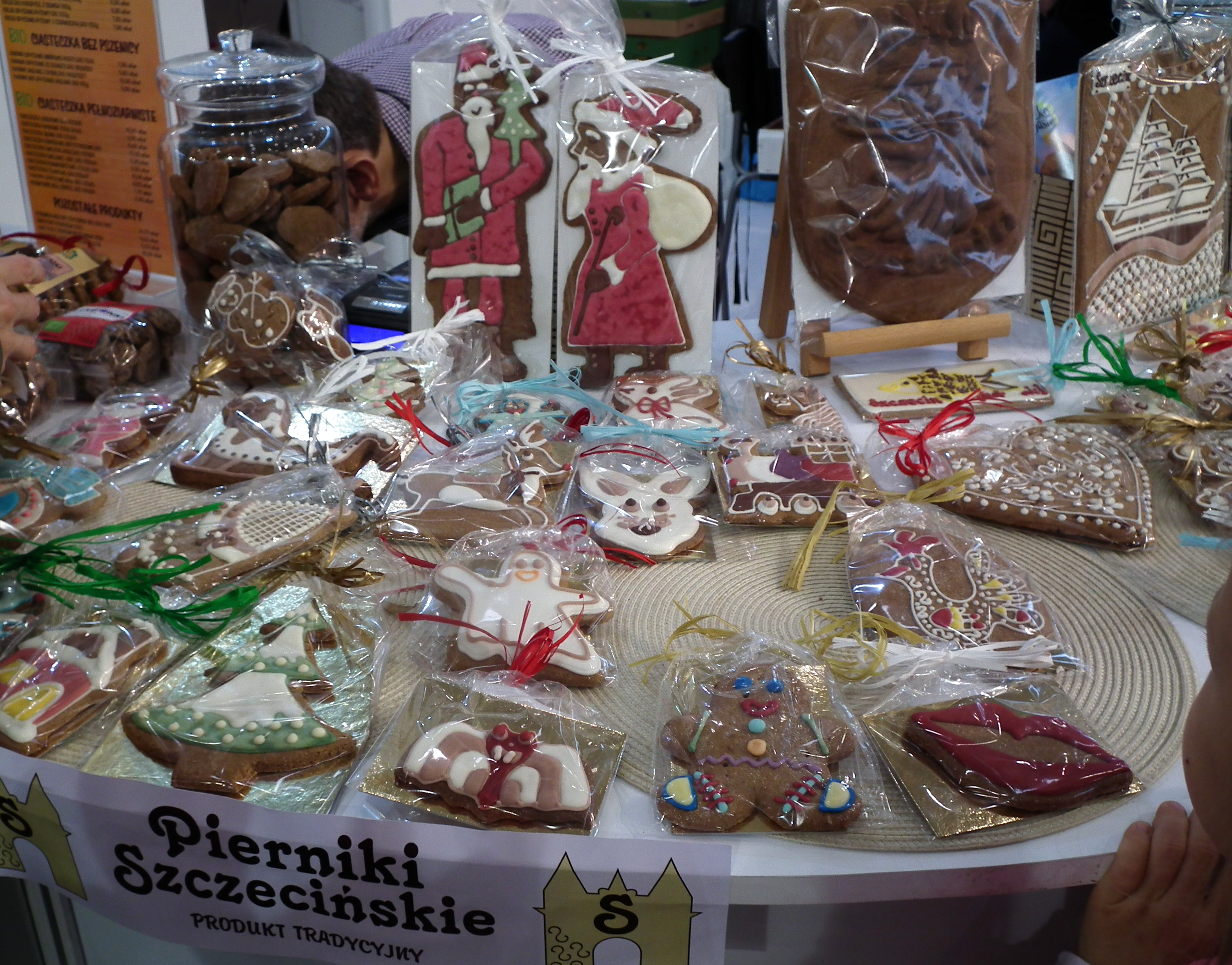
Asortyment pierników szczecińskich w 2017 roku

Pierniki szczecińskie – regionalny produkt ciastkarski, charakterystyczny dla Szczecina.

## Historia
Już w XIX wieku popularne było wypiekanie pierników na terenie Pomorza Zachodniego, przy czym poszczególne receptury znacząco się od siebie różniły się od tych wypiekanych w innych regionach. Ich podstawą jest mąka żytnia razowa. Najczęściej dodawano do ciasta migdały, miód, goździki, imbir, kardamon, cynamon oraz skórkę z cytryny. Od jeziora Miedwie, aż do wschodnich rubieży Pomorza znane były pierniki z patelni (Pfannback), z popiołu (Aschback), czy tzw. kamienne (Steinback). W 1938 pojawiła się informacja o piernikach szczecińskich (Stettiner Peperkoken). Władze miejskie stawiały w mieście choinki przyozdabiane piernikowymi figurkami wyobrażającymi m.in. marynarzy, kotwice, kutry, mewy, ryby i inne. Ciasta takie pozostawały w ofercie większości ówczesnych szczecińskich cukierni. Tradycja wypieku przetrwała II wojnę światową. 28 lipca 2011, dzięki staraniom właściciela cukierni Filipinka Jana Tabińskiego, pierniki wpisane zostały na Listę produktów tradycyjnych województwa zachodniopomorskiego prowadzoną przez Ministra Rolnictwa i Rozwoju Wsi. Wytwarzane są w formach marynistycznych, jak również nawiązujących do architektury Szczecina. Dziś można kupić pierniki w kształcie parowca, żaglowca czy latarni morskiej. Pierniki przedstawiają też szczecińskie zabytki: ratusz, zamek czy Bramę Królewską.